# Mejicanotrichia estaquillosa
Mejicanotrichia estaquillosa is een schietmot uit de familie Hydroptilidae. De soort komt voor in het Nearctisch gebied.